# Papa Tollo
Papa Tollo (ou Tullo, Poppa Tollo, Papa Tullo) est un deejay jamaïcain de reggae. Il a réalisé plusieurs versions deejay de titres de Johnny Osbourne, comme Back Off, Trying To Turn Me On ou encore Rock And Come In.

## Discographie
- 1982 - Tullo At Home
- 1983 - Mother Liza Meets Papa Tollo (Mother Liza Meets Papa Tollo)
- 1983 - Purpleman Saves Pappa Tollo In A Dancehall (Purpleman & Papa Tullo)
- 198X - Crown King In The Ring